# Slovenija na Svetovnem prvenstvu v hokeju na ledu 2015
Slovenija na Svetovnem prvenstvu v hokeju na ledu 2015 A, ki je potekalo med 1. in 17. majem 2015 na Češkem. Slovenska reprezentanca je z eno zmago in šestimi porazi zasedla zadnje mesto v skupini B in izpadla v divizijo D1A Svetovnega prvenstva za leto 2016. Selektor Matjaž Kopitar je takoj po koncu prvenstva nepreklicno odstopil.

## Postava
| Pol. | Št. | Hokejist            | Starost (rojstni dan)       | Klub                  |
| ---- | --- | ------------------- | --------------------------- | --------------------- |
| GK   | 32  | Gašper Krošelj      | 28 let (9. februar 1987)    | IK Oskarshamn         |
| GK   | 33  | Robert Kristan      | 32 let (4. april 1983)      | HC Pardubice          |
| GK   | 40  | Luka Gračnar        | 21 let (31. oktober 1993)   | Red Bull Salzburg     |
| D    | 4   | Andrej Tavželj      | 31 let (14. marec 1984)     | Toros Neftekamsk      |
| D    | 7   | Klemen Pretnar      | 28 let (31. avgust 1986)    | VSV EC                |
| D    | 14  | Miha Štebih         | 23 let (7. april 1992)      | HC Dukla Jihlava      |
| D    | 15  | Blaž Gregorc        | 25 let (18. januar 1990)    | HC Pardubice          |
| D    | 17  | Žiga Pavlin         | 30 let (30. april 1985)     | AIK Stockholm         |
| D    | 23  | Luka Vidmar         | 28 let (17. maj 1986)       | BK Mladá Boleslav     |
| D    | 28  | Aleš Kranjc         | 33 let (29. julij 1981)     | Södertälje SK         |
| D    | 51  | Mitja Robar         | 32 let (4. januar 1983)     | BK Mladá Boleslav     |
| D    | 86  | Sabahudin Kovačevič | 29 let (26. februar 1986)   | Graz 99ers            |
| F    | 8   | Žiga Jeglič         | 27 let (24. februar 1988)   | HC Slovan Bratislava  |
| F    | 9   | Tomaž Razingar (C)  | 36 let (25. april 1979)     | HC Dukla Trenčín      |
| F    | 11  | Anže Kopitar        | 27 let (24. avgust 1987)    | Los Angeles Kings     |
| F    | 16  | Aleš Mušič          | 32 let (28. junij 1982)     | HDD Telemach Olimpija |
| F    | 18  | Ken Ograjenšek      | 23 let (30. avgust 1991)    | Dauphins d'Épinal     |
| F    | 19  | Žiga Pance          | 26 let (1. januar 1989)     | HC Bolzano            |
| F    | 22  | Marcel Rodman       | 33 let (25. september 1981) | EC KAC                |
| F    | 24  | Rok Tičar           | 25 let (3. maj 1989)        | HC Slovan Bratislava  |
| F    | 26  | Jan Urbas           | 26 let (26. januar 1989)    | Västerås IK           |
| F    | 39  | Jan Muršak          | 27 let (20. januar 1988)    | HK CSKA Moskva        |
| F    | 55  | Robert Sabolič      | 26 let (18. september 1988) | HK Sparta Praga       |
| F    | 71  | Boštjan Goličič     | 25 let (12. junij 1989)     | Gap HC                |
| F    | 96  | Miha Verlič         | 23 let (21. avgust 1991)    | Graz 99ers            |

- Selektor: Matjaž Kopitar
- Pomočnik selektorja: Nik Zupančič

## Tekme
| 2. maj 2014 | Belorusija | 4–2 | Slovenija | ČEZ Aréna, Ostrava |

| Poročilo tekme | Poročilo tekme | Poročilo tekme  | Poročilo tekme                                           | Poročilo tekme  |
| -------------- | --- | --------------- | -------------------------------------------------------- | --------------- |
| Začetek: 16:15 | Stas (Korobov, Gavrus) – 10:08 A. Kosticin (Stas, Gavrus) – 12:16 Kaljužni (A. Kosticin, S. Kosticin) – 23:51 Kitarov (ENG) – 59:41 | (2–1, 1–0, 1–1) | 10:42 – Jeglič (Tičar) 51:47 – Pance (Razingar, Kopitar) | Gledalci: 5,995 |

| 3. maj 2014 | Rusija | 5–3 | Slovenija | ČEZ Aréna, Ostrava |

| Poročilo tekme | Poročilo tekme | Poročilo tekme  | Poročilo tekme                                                                  | Poročilo tekme  |
| -------------- | --- | --------------- | ------------------------------------------------------------------------------- | --------------- |
| Začetek: 12:15 | Kovalčuk (Dadonov, Barulin) – 04:03 Kulemin (Antipin) – 04:39 Dadonov (Panarin, Šipačjov) (PP) – 18:56 Šipačjov (Panarin, Dadonov) – 29:27 Dadonov (Šipačjov, Panarin) – 45:45 | (3–0, 1–2, 1–1) | 23:14 – Kopitar (Pretnar, Kranjc) 34:30 – Pance 54:46 – Sabolič (Tičar, Jeglič) | Gledalci: 7,557 |

| 5. maj 2014 | Slovaška | 3–1 | Slovenija | ČEZ Aréna, Ostrava |

| Poročilo tekme | Poročilo tekme                                                                         | Poročilo tekme  | Poročilo tekme                         | Poročilo tekme  |
| -------------- | -------------------------------------------------------------------------------------- | --------------- | -------------------------------------- | --------------- |
| Začetek: 20:15 | Meszároš (Surový) (PP) – 47:57 Gáborík (Hudáček, Surový) – 54:16 Gáborík (ENG) – 59:59 | (0–1, 0–0, 3–0) | 06:20 – Urbas (Kranjc, Kovačevič) (PP) | Gledalci: 8,812 |

| 7. maj 2014 | Finska | 4–0 | Slovenija | ČEZ Aréna, Ostrava |

| Poročilo tekme | Poročilo tekme | Poročilo tekme  | Poročilo tekme | Poročilo tekme  |
| -------------- | --- | --------------- | -------------- | --------------- |
| Začetek: 20:15 | Komarov (Pesonen, Kemppainen) – 05:53 Kontiola – 06:34 Barkov (Donskoi, Jokinen) – 21:19 Kemppainen (Ruutu, Aaltonen) (PP) – 35:57 | (2–0, 2–0, 0–0) |                | Gledalci: 6,450 |

| 8. maj 2014 | Slovenija | 1–3 | Norveška | ČEZ Aréna, Ostrava |

| Poročilo tekme | Poročilo tekme                   | Poročilo tekme  | Poročilo tekme | Poročilo tekme  |
| -------------- | -------------------------------- | --------------- | --- | --------------- |
| Začetek: 16:15 | Muršak (Kopitar, Kranjc) – 20:15 | (0–1, 1–2, 0–0) | Thoresen (M. Olimb, Holøs) (PP) – 08:23 Bastiansen(K. Olimb, Sørvik) (PP) – 23:46 Holøs (M. Olimb, Thoresen) (PP) – 38:49 | Gledalci: 8,812 |

| 10. maj 2014 | Slovenija | 1–3 | ZDA | ČEZ Aréna, Ostrava |

| Poročilo tekme | Poročilo tekme                      | Poročilo tekme  | Poročilo tekme                                                                                   | Poročilo tekme  |
| -------------- | ----------------------------------- | --------------- | ------------------------------------------------------------------------------------------------ | --------------- |
| Začetek: 16:15 | Mušič (Ograjenšek, Pretnar) – 26:54 | (0–2, 1–0, 0–1) | 04:17 – Nelson (Reilly, Lewis) 16:32 – Nelson (Lewis, Faulk) (PP) 41:09 – Eichel (Nelson, Lewis) | Gledalci: 8,202 |

| 11. maj 2014 | Slovenija | 1–0 | Danska | ČEZ Aréna, Ostrava |

| Poročilo tekme | Poročilo tekme                     | Poročilo tekme  | Poročilo tekme | Poročilo tekme  |
| -------------- | ---------------------------------- | --------------- | -------------- | --------------- |
| Začetek: 20:15 | Pance (Kovačevič, Kopitar) – 10:00 | (1–0, 0–0, 0–0) |                | Gledalci: 6,768 |

## Statistika igralcev

### Vratarji
| #  | Vratar         | OT | OTI | OMIN | PG | PGT  | OUS   | KM |
| -- | -------------- | -- | --- | ---- | -- | ---- | ----- | -- |
| 32 | Luka Gračnar   | 5  | 2   | 120  | 4  | 2,00 | 92,98 | 0  |
| 33 | Robert Kristan | 7  | 4   | 234  | 11 | 2,82 | 88,78 | 2  |
| 40 | Gašper Krošelj | 2  | 1   | 60   | 5  | 5,00 | 85,71 | 0  |

### Drsalci
| #  | Hokejist            | OT | DG | DP | TOČ | KM | +/- | ZG | GIV | GIM | SNG |
| -- | ------------------- | -- | -- | -- | --- | -- | --- | -- | --- | --- | --- |
| 4  | Andrej Tavželj      | 6  | 0  | 0  | 0   | 2  | -2  | 0  | 0   | 0   | 3   |
| 7  | Klemen Pretnar      | 7  | 0  | 2  | 2   | 4  | -1  | 0  | 0   | 0   | 7   |
| 8  | Žiga Jeglič         | 7  | 1  | 1  | 2   | 2  | -3  | 0  | 0   | 0   | 3   |
| 9  | Tomaž Razingar      | 7  | 0  | 1  | 1   | 4  | -1  | 0  | 0   | 0   | 7   |
| 11 | Anže Kopitar        | 7  | 1  | 3  | 4   | 0  | -2  | 0  | 0   | 0   | 8   |
| 14 | Miha Štebih         | 7  | 0  | 0  | 0   | 0  | -1  | 0  | 0   | 0   | 6   |
| 15 | Blaž Gregorc        | 7  | 0  | 0  | 0   | 0  | -3  | 0  | 0   | 0   | 5   |
| 16 | Aleš Mušič          | 7  | 1  | 0  | 1   | 4  | 0   | 0  | 0   | 0   | 5   |
| 17 | Žiga Pavlin         | 2  | 0  | 0  | 0   | 0  | 0   | 0  | 0   | 0   | 3   |
| 18 | Ken Ograjenšek      | 6  | 0  | 1  | 1   | 0  | -2  | 0  | 0   | 0   | 2   |
| 19 | Žiga Pance          | 7  | 3  | 0  | 3   | 0  | +1  | 1  | 0   | 0   | 7   |
| 22 | Marcel Rodman       | 7  | 0  | 0  | 0   | 4  | -1  | 0  | 0   | 0   | 3   |
| 23 | Luka Vidmar         | 7  | 0  | 0  | 0   | 2  | -3  | 0  | 0   | 0   | 2   |
| 24 | Rok Tičar           | 7  | 0  | 2  | 2   | 2  | -6  | 0  | 0   | 0   | 11  |
| 26 | Jan Urbas           | 5  | 1  | 0  | 1   | 2  | 0   | 0  | 1   | 0   | 10  |
| 28 | Aleš Kranjc         | 7  | 0  | 3  | 3   | 0  | -1  | 0  | 0   | 0   | 7   |
| 39 | Jan Muršak          | 6  | 1  | 0  | 1   | 2  | -4  | 0  | 0   | 0   | 14  |
| 51 | Mitja Robar         | 7  | 0  | 0  | 0   | 2  | -3  | 0  | 0   | 0   | 12  |
| 55 | Robert Sabolič      | 6  | 1  | 0  | 1   | 6  | -3  | 0  | 0   | 0   | 14  |
| 71 | Boštjan Goličič     | 6  | 0  | 0  | 0   | 2  | -2  | 0  | 0   | 0   | 7   |
| 86 | Sabahudin Kovačevič | 7  | 0  | 2  | 2   | 2  | +2  | 0  | 0   | 0   | 9   |
| 96 | Miha Verlič         | 5  | 0  | 0  | 0   | 0  | -2  | 0  | 0   | 0   | 0   |